# Nepals förenade kommunistiska parti (maoistiskt)

Partiflagga

Nepals kommunistiska parti (Maoistiskt), Nepāl Kamyuniṣṭ Pārṭī (Māobādī) NKP (M), är ett maoistiskt parti och tidigare gerillarörelse i Nepal. 
Det bildades i mars 1995 av Pushpa Kamal Dahal (kallad Prachanda) och andra som i likhet med honom, året innan, lämnat Nepals kommunistiska parti (EK). NKP (m) är en del av den internationella maoistiska organisationen Revolutionary Internationalist Movement.
Den 13 februari 1996 inledde man vad maoister kallar för ett folkkrig och erövrade stora delar av landet. Inbördeskriget fick ett slut i och med det fredsavtal som slöts den 21 november 2006 mellan NKP (M) och centralregeringen i Katmandu. Avtalet innebar att NKP (M) inkluderades i den reguljära demokratiska processen i landet. Efter att ha blivit landets största parti i de allmänna valen utsågs partimedlemmen Prachanda till Nepals premiärminister, en plats som han lämnade i maj 2009 sedan president Ram Baran Yadav gett landets arméchef order att stanna kvar på sin post, trots att han sparkats av Prachanda.
Partiet bildade regering 2008-09, 2013-15 och 2016-17.